# Djakotomey
Djakotomey är en kommun i departementet Couffo i Benin. Kommunen hade 134 028 invånare år 2013.